# Roumont-sur-Ourthe
Roumont-sur-Ourthe est un hameau de la ville belge de Bastogne située en Région wallonne dans la province de Luxembourg. Il fait partie de la section de Flamierge. 

## Histoire
Avant la fusion des communes de 1977, Roumont faisait partie de la commune de Flamierge. Il fut alors intégré à la nouvelle commune de Bertogne.
Depuis le 2 décembre 2024, à la suite de la fusion de la commune de Bertogne avec celle de Bastogne, il fait partie de la commune de Bastogne.

## Patrimoine
Malgré la petite taille de ce village, il possède deux châteaux dont le château Casaquy qui est repris sur la liste du patrimoine immobilier classé de Bastogne.
Ce hameau accueille tous les ans une procession religieuse à la date du 15 août à l'occasion de la fête de l'Assomption de Marie.
Particularité locale, la fabrique d'église de la paroisse est financée en partie par une autre commune, celle de Sainte-Ode, limitrophe, car les fidèles viennent aussi de cette commune[réf. nécessaire].

## Personnalités liées au village
- Charles du Bus de Warnaffe, ancien ministre et homme politique belge a vécu à Roumont et y est inhumé.
- Alfred Blondel, sculpteur belge et père de l'ancien recteur de l'UCLouvain, Vincent Blondel, est inhumé à Roumont[1].